# Molton Brown
Molton Brown được thành lập như một tiệm làm tóc vào năm 1973 và đã trở thành một trong những công ty mỹ phẩm hàng đầu của Anh. Các sản phẩm của Molton Brown như dầu gội, sữa tắm và sữa dưỡng thể được bán tại các cửa hàng bách hóa. Công ty cũng sở hữu mạng lưới các cửa hàng bán lẻ riêng của mình ở Luân Đôn và Vương quốc Liên hiệp.
Tên gọi Molton Brown là sự kết hợp của tên đường phố South Molton Street (cửa hàng đầu tiên đặt trụ sở) và gian hàng Browns, thuộc sở hữu của công ty mẹ Burstein của người sáng lập ban đầu Caroline.

## Lịch sử
Công ty được thành lập như một tiệm làm tóc vào năm 1973. Vào những năm 1990, Molton Brown ra mắt bộ phận khách sạn, du lịch và giải trí, cung cấp cho khách sạn các sản phẩm chăm sóc da và làm đẹp.
Công ty mỹ phẩm Nhật Bản KAO đã mua lại Molton Brown với giá £170 triệu vào năm 2005 như là một phần trong chiến lược quốc tế để mở rộng danh mục thương hiệu cao cấp. Kao giữ lại Molton Brown như một nhãn hiệu độc lập trong bộ phận mỹ phẩm có uy tín của mình.

## Giải thưởng & công nhận
Tháng 2 năm 2013, Molton Brown đã nhận được con dấu BUAV Leaping Bunny của Cruelty Free International xác nhận rằng tất cả các sản phẩm của thương hiệu này không xét nghiệm trên động vật theo Tiêu chuẩn Nhân đạo Quốc tế.
Năm 2013, Molton Brown đã được trao tặng Huân chương Hoàng gia để ghi nhận vị thế của họ là "Nhà cung cấp đồ tắm rửa" cho HM The Queen - Chủ hoàng gia.